# Jonah Hex (película)
Jonah Hex es un western basado en el personaje homónimo de DC Comics. Dirigida por Jimmy Hayward, la película está protagonizada, entre otros, por Josh Brolin, Megan Fox, John Malkovich y Michael Fassbender. Se estrenó el 18 de junio de 2010.
Producida por Legendary Pictures, Mad Chance Productions de Andrew Lazar y Weed Road Pictures de Akiva Goldsman, la película fue estrenada el 18 de junio de 2010 por New Line Cinema y fue un gran fracaso crítico y comercial, recaudando solo $ 10 millones contra un presupuesto de $ 47 millones.

## Sinopsis
Jonah Hex (Josh Brolin) es un exsoldado de la Confederación convertido en cazarrecompensas: le han disparado tantas veces que tiene un pie en el mundo de los vivos y el otro en el de los muertos. Es contratado para localizar a Quentin Turnbull (John Malkovich), quien culpa a Hex de la muerte de su hijo durante la guerra civil americana, y al que Jonah creía muerto. Pero se equivocaba: su mayor enemigo ha hecho saltar por los aires un tren lleno de soldados, mujeres y niños.

## Reparto[4]
- Josh Brolin como Jonah Hex: Un cazarrecompensas desfigurado que es el protagonista antihéroe de la película.
- John Malkovich como Quentin Turnbull: El principal antagonista que asesinó a la familia de Jonah Hex y desfiguró al primero.
- Megan Fox como Lilah Black: Una prostituta que empuña un arma y el interés amoroso de Jonah cuyo nombre real es Tallulah Black al igual que en los cómics, pero se llama Lilah para abreviar y no tiene cicatrices en su cuerpo o un ojo izquierdo perdido a diferencia de sus cómics contrapartida.
- Michael Shannon como Doctor Cross Williams: El cabecilla de un circo de gladiadores.
- Michael Fassbender como Burke: Un irlandés con bombín, tatuado y psicópata que es la mano derecha de Turnbull.
- Will Arnett como Teniente Grass: Un soldado de la Unión que recluta a Hex como cazarrecompensas.
- Aidan Quinn como Presidente Ulysses S. Grant:  El decimoctavo Presidente de los Estados Unidos (Quinn solo estuvo en el set durante 3 días para este papel).
- Lance Reddick como Smith: Una especie de armero que suministra a Hex sus nuevas armas.
- David Patrick Kelly como buscador de oro.
- Brandi Coleman como Olean.
- Julia Jones como Cassie.

## Banda sonora
La banda sonora de la película, Jonah Hex: Revenge Gets Ugly EP, fue compuesta y lanzada oficialmente por la banda estadounidense de metal progresivo/sludge metal Mastodon. Es un EP de 4 canciones, más 2 que son versiones alternativas de las primeras 2, Death March y Clayton Boys.

## Recepción

### Taquilla
Jonah Hex fracasó severamente en la taquilla, abriendo séptimo durante su fin de semana de debut con solo $5 379 365 en 2825 salas, con un promedio de $ 1904 por sala. En su segundo fin de semana, la película solo logró recaudar $ 1 627 442, cayendo Décimo. La película terminó su presentación en cines el 12 de agosto de 2010, habiendo recaudado solo $ 10 547 117 en total con un presupuesto de $ 47 millones. Debido a su percepción interna negativa, la película no se estrenó ampliamente a nivel internacional, recaudando menos de $500,000 fuera de los Estados Unidos.

### Respuesta crítica
En Rotten Tomatoes, Jonah Hex tiene una calificación de aprobación del 12% según 150 reseñas y una calificación promedio de 3.47/10. El consenso crítico del sitio dice: "Josh Brolin hace su mejor intento, pero no puede evitar que el corto y desenfocado Jonah Hex colapse en la pantalla". En Metacritic, la película tiene una puntuación de 33 sobre 100 basada en 32 críticos, lo que indica "críticas generalmente desfavorables". Las audiencias encuestadas por CinemaScore le dieron a la película una calificación promedio de "C+" en una escala de A+ a F.
Keith Phipps de The AV Club le dio a la película una calificación de "F" poco común, indicando que "los 81 minutos (incluidos los créditos) del metraje de Jonah Hex que llegaron a la pantalla parecían algo ensamblado en un plazo ajustado y posiblemente bajo la influencia". Roger Ebert dio a la película una crítica negativa, diciendo que la película "se basa en algunos personajes de DC Comics, lo que puede explicar la forma en que la trama salta. Escuchamos mucho sobre novelas gráficas, pero esto es más un gráfico antología de extrañas ideas ocultas".

### Reconocimientos
La película fue nombrada "Peor Película" del año por la Sociedad de Críticos de Cine de Houston en su ceremonia de premios de 2010. Recibió dos nominaciones en los 31st Golden Raspberry Awards: Peor Actriz (Megan Fox) y Peor Pareja en la Pantalla (el rostro de Josh Brolin y el acento de Megan Fox).